# ヒメカメノコテントウ
ヒメカメノコテントウ Propylea japonica (Thunberg) は、テントウムシ科の昆虫の1つ。小型の種で背中にはまだらのような模様がある。

## 特徴
成虫の体長は3.6-6.6mm、体の幅は2.4-3.5mm、テントウムシとしては中型の小さい方、といった大きさである。背面は主に淡黄色で、ただし鞘翅部分の地色は橙黄色をしている。頭部は小さくて前胸に引っ込めることが出来る。複眼は黒く、雌では頭部の前の方に倒三角形の黒斑がある。前胸背には密に小さな点刻があり、前の縁と側面側の縁を残して内側が黒い。この斑紋には個体差は少なく、雌雄では差があり、雄では黒い斑紋の前側中央に切れ込みがある。
腹面は主として黒く、ただし中胸側板は淡黄色、腹部の腹板の縁と歩脚は黄色をしている。
斑紋には変異が大きく、ほとんど黒の黒色形から黄色の地に黒の亀甲模様を持つ亀甲形、四紋型、2紋型、さらに中央の前翅の合わせ目以外ほぼ全体が黄色い背すじ型まで様々。
なお、雌雄の判別には前胸背の斑紋が利用できる。中央後方にある大きな黒斑の前の縁中央にくぼみがあるのが雄、前に突き出しているのが雌である。
幼虫は腹部後方が細くなった紡錘形をしており、3対の歩脚のうちで前脚が比較的長く、背面は黒から黒褐色で白い斑紋がある。また背面の棘毛突起は短い。

## 分布と生息地
日本では北海道、本州、四国、九州、対馬、壱岐、五島列島、屋久島、琉球列島に分布し、国外では千島、朝鮮半島、中国、サハリン、シベリア、インドシナ半島、タイ、インドまで分布がある。
草地や田畑、人家の庭などアブラムシのいる環境ならどこでも普通に見られる。

## 生態など
越冬は成虫で行い、落ち葉の下の腐植土に潜り込んで過ごす。集団は作らない。
関東では4月下旬から姿を見せ始める。繁殖は早く、年に5-7世代を繰り返す。成虫の寿命は長く、数ヶ月にわたるとされ、産卵も2か月以上も行うとの報告があるという。春の個体ではアブラムシを十分に与えて2000個以上産卵したという記録がある。夏になると産卵数は減るが、35℃でも産卵した記録があり、耐暑性もある。
幼虫は4齢まで、成長期間は条件にもよるが、25℃、アブラムシを餌として1齢から成虫まで約13日である。
卵は数個～10数個程度の塊でアブラムシのコロニーのそばに産み付けられる。卵は淡黄色で柔らかく、触ると簡単につぶれる。
20℃で短日条件下で休眠に入る。ただし温度の影響もあり、25℃では休眠に入らない。野外では10月頃まで見られる。
餌はアブラムシで、その選択制は調べられていないが、見かけられる環境が広範囲であることからその幅は広いものと思われる。ただし小型であるために小型のアブラムシを食べるものと思われる。中国ではヨコバイ類の天敵ともされている。

## 類似種など
同属のコカメノコテントウ P. quatuordecimguttata はよく似ている。斑紋は本種の亀甲形に対応する型で、ただしよく見ると斑紋の数はより多い。欧州産のこの種は 14-spot ladybird (14紋のテントウムシ)と呼ばれる由。日本ではこの種は北海道や本州中部高地以北に産し、本州中部以南の平地には本種のみが産するとされる。中部地方以北の場合、本種は平地、この種は山地と生息域が異なる。混生する地域はあるが、交雑は起きていないとみられる。ただし人口飼育下では交配が可能で数世代を経過させられる。
なお、和名の上で似ているカメノコテントウ Aiolocaria hexaspilota は斑紋こそ多少似ているもののその体長は8mmから時に11mmを越え、本種より遙かに大きいものである。

## 利害
農作物の害虫であるアブラムシ類の天敵として重要である。本種は小型なので個々の個体の摂食量は少ないが、繁殖力が高い。圃場の中に緩衝帯を作る方法が推奨される。これは作物を攻撃しない種のアブラムシがつく植物を圃場内に作っておき、そこには農薬を散布しないでおく、というもので、作物のアブラムシが少ないときにはテントウムシはこの内部で守られ、保持されることになる。具体的には麦畑の中にマメ科植物を育てる、という風にされる。